# Борђа
Борђа (итал. Borgia) је насеље у Италији у округу Катанцаро, региону Калабрија.
Према процени из 2011. у насељу је живело 4118 становника. Насеље се налази на надморској висини од 338 м.

## Становништво
| 1931. | 1936. | 1951. | 1961. | 1971. | 1981. | 1991. | 2001. | 2011. |
| ----- | ----- | ----- | ----- | ----- | ----- | ----- | ----- | ----- |
| 5.581 | 5.216 | 5.831 | 6.162 | 5.663 | 5.929 | 6.568 | 7.049 | 7.418 |